# Anna Bogren
Anna Bogren ist eine ehemalige schwedische Orientierungsläuferin. 
Anna Bogren trat 1992 mit einem neunten Platz im Gesamt-Weltcup erstmals international in Erscheinung. Im Jahr darauf startete sie bei den Weltmeisterschaften in den Vereinigten Staaten und gewann dabei den Kurzdistanzwettbewerb über 3,66 km Luftlinie vor ihrer Landsfrau Marita Skogum. Zusammen mit Skogum, Anette Nilsson und Marlena Jansson gewann sie eine weitere Goldmedaille im Staffellauf. In der Saison 1994 wurde sie als zweitbeste Schwedin Fünfte im Gesamt-Weltcup. Bei den Weltmeisterschaften 1995 in Detmold gewann sie als Titelverteidigerin zeitgleich mit Jansson Bronze auf der Kurzdistanz, hinter Marie-Luce Romanens aus der Schweiz und der Britin Yvette Hague. Mit der schwedischen Staffel wurde sie zudem Vizeweltmeisterin. Bei den Weltmeisterschaften in Grimstad 1997 wurde sie Zehnte auf der Kurzdistanz. Mit Gunilla Svärd, Cecilia Nilsson und Marlena Jansson gewann sie die Staffel. Im gleichen Jahr wurde sie außerdem in Dänemark nordische Vizemeisterin auf der Kurzdistanz hinter der Finnin Johanna Asklöf.

## Platzierungen
| Weltmeisterschaften | Kurz | Lang | Staffel |
| ------------------- | ---- | ---- | ------- |
| 1993 West Point     | 1.   | 20.  | 1.      |
| 1995 Detmold        | 3.   | 12.  | 2.      |
| 1997 Grimstad       | 10.  |      | 1.      |

| Gesamt-Weltcup | Gesamt-Weltcup |
| -------------- | -------------- |
| 1992           | 9.             |
| 1994           | 5.             |
| 1996           | 12.            |